# John Steinbeck
John Ernst Steinbeck (/ˈstaɪnˌbək/; ur. 27 lutego 1902 w Salinas, zm. 20 grudnia 1968 w Nowym Jorku) – amerykański pisarz i dziennikarz, laureat nagrody Nobla w dziedzinie literatury z 1962.
Jedyny syn księgowego Johna Ernsta Steinbecka seniora i nauczycielki Olivii Hamilton.
W latach 1919–1925 uczęszczał na Uniwersytet Stanforda, studiów nie zakończył jednak uzyskaniem dyplomu. Podejmował wiele prac dorywczych, m.in. jako malarz, pomocnik stolarza czy fizyczny pracownik na ranczo. Przebywanie wśród robotników oraz przywiązanie do rodzinnej Kalifornii ukształtowało charakterystyczną tematykę, nastrojowość i ton jego utworów.
Dopiero czwarta książka – Tortilla Flat wydana w 1935 roku, przyniosła mu uznanie i rozgłos. Następnie pojawiły się W niepewnym boju (1936) – utwór opowiadający o strajku kalifornijskich zbieraczy jabłek, Myszy i ludzie (1937) oraz zbiór opowiadań Długa dolina (1938). Największym sukcesem tego okresu okazała się jednak powieść Grona gniewu (1939) – ponura, poruszająca historia o tułaczce oklahomskich farmerów poszukujących pracy podczas wielkiego kryzysu.
Późniejsze utwory Steinbecka nie spotykały się już z tak powszechnym uznaniem. W następstwie spadku popularności pisarz poszerzył horyzont tematyczny, pisząc powieść wojenną Księżyc zaszedł (1942), marynistyczną Morze Korteza (1941), a także dzienniki. Później ukazała się jeszcze opowieść komiczna Krótkie panowanie Pepina IV (1957) oraz opowieść o Nowej Anglii Zima naszej goryczy (1961). Powrót do dawnej tematyki kalifornijskiej w Ulicy Nadbrzeżnej, został przez krytyków odnotowany jako obniżenie poziomu twórczości autora.
W 1962 Steinbeck otrzymał Literacką Nagrodę Nobla. Wydarzenie to pobudziło jednak głosy krytyków. Utwory Steinbecka cieszyły się w Ameryce i Anglii popularnością w powszechnym odbiorze, natomiast wśród intelektualistów nie zyskiwały wysokiej oceny. Krytycy podkreślali sentymentalność i bardzo prosty sposób postrzegania przez pisarza problemów społecznych, a także brak wyrafinowanego języka. Zarzuty te mają szczególnie odniesienie do późniejszych utworów, odsuwając uwagę od uznanych dzieł z wcześniejszego okresu. W czasie kiedy wielu Amerykanów odwracało się od swojego kraju jako źródła inspiracji, Steinbeck pozostał wierny Kalifornii, sympatyzując także z trudną sytuacją tamtejszej wiejskiej biedoty. Pisarz unikał również modnego wówczas eksperymentowania i kultywował tradycyjny styl narracji. W rezultacie w twórczości Steinbecka mamy do czynienia z dokładnym i aktualnym realizmem, ponadczasowymi motywami ludzkiej godności i cierpienia. Uznawany za jednego z najwybitniejszych amerykańskich twórców powieści protestu społecznego.

## Kalendarium
- 1902 – narodziny pisarza 27 lutego w Salinas w Kalifornii
- 1919 – ukończenie szkoły średniej w Salinas
- 1920 – przyjęcie na Uniwersytet Stanforda
- 1924 – publikacja opowiadania Widz
- 1925 – Steinbeck opuszcza Stanford bez dyplomu; wyjeżdża do Nowego Jorku, gdzie pracuje jako reporter dla American
- 1926 – powraca do Kalifornii
- 1929 – wydaje Złotą czarę
- 1930 – żeni się z Carol Henning i przenosi się do Pacific Grove; poznanie i początek przyjaźni z Edwardem Rickettsem
- 1932 – przeprowadza się do Los Angeles; wydaje Pastwiska niebieskie
- 1933 – wraca do Pacific Grove; wydaje Nieznanemu bogu oraz publikuje pierwsze dwie części Kasztanka w „North American Review”
- 1934 – śmierć matki – Olivii Hamilton
- 1935 – publikuje Tortilla Flat; wyjeżdża do Meksyku
- 1936 – powstaje W niepewnym boju; w maju śmierć ojca – Johna Ernsta Steinbecka
- 1937 – publikuje Myszy i ludzie; pierwsza podróż do Europy
- 1938 – publikuje Długą dolinę
- 1939 – publikuje Grona gniewu
- 1940 – zdobywa nagrodę Pulitzera; w Meksyku uczestniczy w kręceniu filmu Zapomniana wioska
- 1941 – pojawiają się ekranizacje Myszy i ludzi oraz Gron gniewu
- 1942 – publikuje Księżyc zaszedł; rozwód z Carol Henning
- 1943 – w marcu ślub z Gwendolyn Conger; działa jako korespondent wojenny na froncie europejskim; pojawia się pierwsza edycja Portretu Steinbecka autorstwa Pascala Covici
- 1944 – narodziny syna Toma; powstaje film Koło ratunkowe
- 1945 – publikacja Ulicy Nadbrzeżnej oraz Kasztanka w 4 częściach
- 1946 – narodziny syna Johna
- 1947 – powstaje Autobus do San Juan (Zagubiony autobus) oraz Perła; podróż po Rosji z Robertem Capą
- 1948 – powstaje Dziennik z podróży do Rosji; rozwód z Gwendolyn Conger; śmierć Eda Rickettsa
- 1949 – ekranizacja Kasztanka
- 1950 – zawarcie w grudniu małżeństwa z Elaine Scott
- 1952 – powstaje kolejny film Steinbecka, Viva Zapata! oraz nowela Jasny płomień; powstaje Na wschód od Edenu; od marca do września pracuje jako reporter dla „Collier’s”; powstają Opowiadania ze wstępem Josepha Henry’ego Jacksona; publikacja Cudownego czwartku

- 1957 – publikacja Krótkich rządów Pepina IV: Fabrykacja; podróż do Europy z żoną i z siostrą Mary Dekker
- 1959 – 11 miesięcy spędzonych w Anglii, uznanych przez Steinbecka za najlepszy okres w życiu; powrót do domu
- 1961 – pisze Zimę naszej goryczy i przeżywa pierwszy zawał serca
- 1962 – powstają Podróże z Charleyem: w poszukiwaniu Ameryki; zdobycie Nagrody Nobla w dziedzinie literatury; odznaczenie prezydenckim Medalem Wolności; śmierć wydawcy i przyjaciela – Pascala Covici; śmierć siostry Mary Dekker; pobyt w Izraelu, w czasie którego pisze artykuły dla „Newsday” powrót z Izraela; operacja kręgosłupa
- 1968 – pierwszy potwierdzony zawał serca; śmierć 20 grudnia; upamiętniające pisarza wydanie Pamiętników powieści[3].

## Życiorys

### Rodowód
Dziadek pisarza, Johann Adolf, którego pierwotne nazwisko brzmiało Großsteinbeck, przybył do Ameryki wraz z żoną (jedną z dwóch sióstr Dixon) z Elberfeld, miasta położonego 32 kilometry na wschód od Düsseldorfu. Początkowo zamieszkali w New Jersey, skąd przenieśli się na Florydę, gdzie urodził się ojciec Johna. Rodzina ponownie przeniosła się do Leominster w Massachusetts, a stamtąd do Hollister w Kalifornii, gdzie założyli młyn.
W 1890 r. John Ernst senior poślubił siedemnastoletnią Olivię Hamilton, jedno z dziewięciorga dzieci Irlandczyka Samuela Hamiltona. Rodzina zamieszkiwała w King City i Paso Robles, zanim na stałe przeprowadziła się do Salinas. Ojciec rodziny (podobnie jak jego ojciec) prowadził młyn, później jednak został głównym księgowym hrabstwa Monterey.

### Dzieciństwo
John Ernst Junior przyszedł na świat 27 lutego 1902 roku. Mając trzy siostry wychowywał się w otoczeniu kobiet. Dzieciństwo spędził w Salinas, skąd niekiedy uciekał do San Francisco, Pacific Grove, Carmel i na ranczo nieopodal King City. Dobrze znał więc hrabstwo Monterey i dolinę Salinas. Młody Steinbeck był wrażliwy na każdą cechę krajobrazu go otaczającego, na wschód pełnych słońca i czułości gór Gabilan, na zachód zaś surowych, ciemnych i niebezpiecznych gór Santa Lucia.
Uczęszczał do miejscowej szkoły, którą ukończył w 1919 roku. Zawsze był dobrym uczniem, chętnym do nauki. Interesował się muzyką, książkami, szczególnym umiłowaniem darzył Sir Thomasa Malory’ego, Andersena, Stevensona i Lewisa Carrolla. Interesował się także naukami ścisłymi i sportem, chodził również regularnie do kościoła. W późniejszym życiu stał się agnostykiem.
W 1919 dostał się na Uniwersytet Stanforda, na który okresowo uczęszczał do 1925 roku, nie uzyskał jednak dyplomu. Brał udział w zajęciach z literatury klasycznej, z zakresu której największe wrażenie zrobił na nim Platon, z zoologii – przedmiotowi temu poświęcał Steinbeck większość swojego czasu. Do 1925 roku głęboko zaznajomił się z literaturą amerykańską i europejską. Czytał Miltona, Browninga, Thackeraya, G. Eliota, Hardy’ego, D.H. Lawrence’a, Jeffersa, Flauberta, Dostojewskiego, a także autorów, którzy w późniejszym czasie stracili w jego oczach, m.in. Sherwooda Andersona, Normana Douglasa i Jamesa Brancha Cabella.
W czasie, gdy Steinbeck nie zajmował się studiowaniem, podejmował się wielu różnych prac na ranczach lub w fabryce cukru, zaznajamiał się z ludźmi z niższych warstw społecznych, na których szacunek i przyjaźń z łatwością sobie zasłużył.

### Początki kariery
W Stanford uczęszczał też na zajęcia z pisania, kiedy to zaczął tworzyć swoje własne teksty. Wysyłał je do różnych czasopism, które niestety je odrzucały. Pierwsze opowiadanie, Palce w chmurach, zapowiadające zdolnego artystę, zostało opublikowane w stanfordzkim Obserwatorze.
Jesienią 1925 roku Steinbeck wyjechał do Nowego Jorku z trzema dolarami w kieszeni w nadziei, że zarobi tam na swoje utrzymanie jako pisarz. Jego szwagier, E.G. Ainsworth załatwił mu pracę przy budowie Madison Square Garden. Później, dzięki wujkowi Joe Hamiltonowi przeniósł się do nowojorskiego czasopisma American, gdzie pracował jako reporter. Nie był w tym jednak zbyt dobry, dlatego też, w niedługim czasie, został zwolniony. Zniechęcony, wrócił do Kalifornii.
Kolejne 3 lata spędził na dorywczych pracach i ciągłych przeprowadzkach od San Francisco, przez Monterey i Jezioro Tahoe. Pisał wtedy też wiele tekstów, których niestety nikt od niego nie chciał kupić. Aż w 1929 roku, McBride zaakceptował i opublikował Złotą Czarę, fikcyjną biografię pirata Henry’ego Morgana, którą Steinbeck napisał podczas pobytu nad jeziorem Tahoe. Następnie w 1932 roku wydane zostały Pastwiska Niebieskie, a w 1933 Nieznanemu bogu. Żaden z tych utworów nie otworzył jednak Steinbeckowi ścieżki kariery.
W 1934 sprzedał 5 opowiadań do North American Review, między innymi pierwsze dwie części Kasztanka. Utwory te nie zyskały ogromnej sławy, mimo to, opowiadanie Morderstwo zdobyło nagrodę imienia O. Henry’ego.

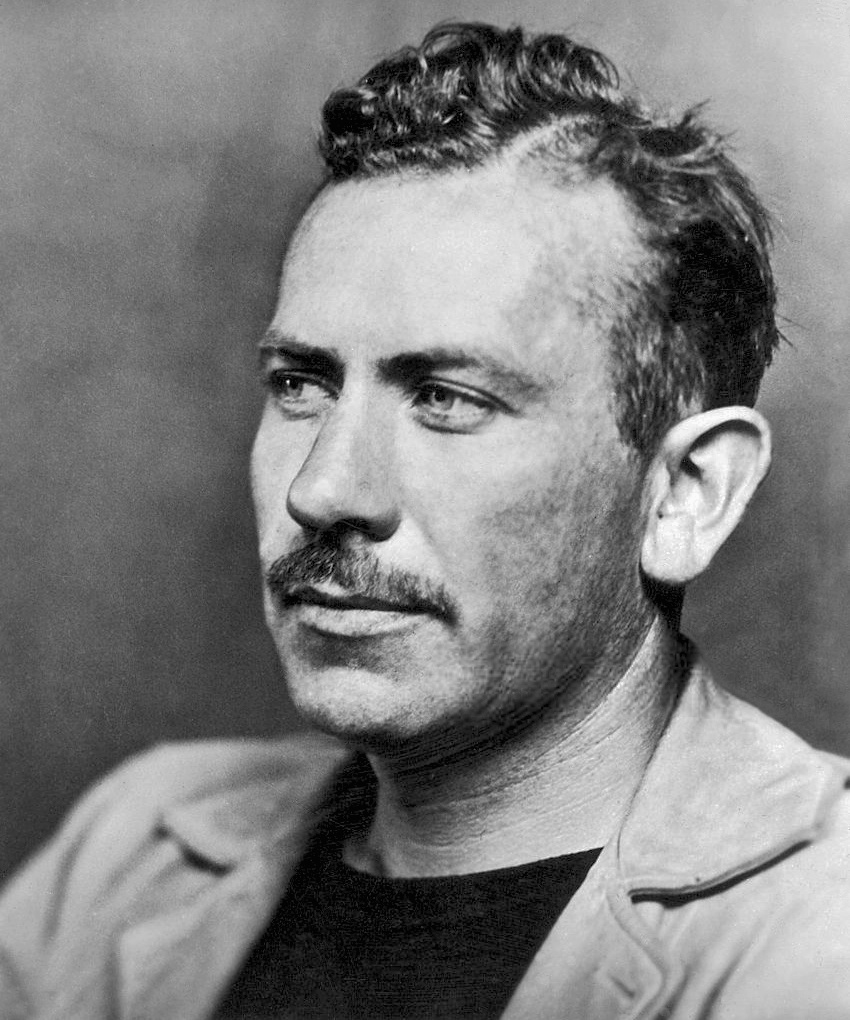
Steinbeck w 1939

W roku 1935 Steinbeck wydał Tortilla Flat, humorystyczną opowieść o sześciu obdartusach mieszkających w jednym domu. Wyraźnie stylizowana powieść łotrzykowska przyniosła Steinbeckowi sławę i pieniądze. Od tamtej pory jego pozycja wśród wybitnych amerykańskich pisarzy rosła wraz z każdą kolejną publikacją.

### Edward Ricketts
W 1930 roku w domku znajomego w Carmel, Steinbeck poznał Edwarda Rickettsa (1887–1948), właściciela małego laboratorium biologicznego w Monterey. Sam Steinbeck opowiada tę historię w rozdziale „Ed Ricketts” Dziennika z Morza Korteza jakoby mieli się spotkać w poczekalni u dentysty. Z tej znajomości wywiązała się wieloletnia przyjaźń, między innymi dzięki wspólnym zainteresowaniom muzycznym. Spędzali mnóstwo czasu na rozmowach i piciu (obaj byli wielbicielami piwa, wina, whisky i innych napojów alkoholowych), Ricketts zaraził nawet Steinbecka zamiłowaniem do biologii; biologiczne aspekty życia człowieka często przenikały dzieła pisarza. Edward stał się bohaterem kilku powieści Steinbecka, m.in. W niepewnej walce, Ulica Nadbrzeżna i Cudowny czwartek.

### Wizyta w Polsce i śmierć Kennedy’ego
Podczas pobytu w Polsce jesienią 1963, 22 listopada dotarła do niego wiadomość o zamordowaniu prezydenta Johna F. Kennedy’ego. Na jego ręce jako „wielkiego przedstawiciela kultury amerykańskiej” kondolencje złożył zespół warszawskiego tygodnika „Kultura”, którego redaktorem był wówczas Janusz Wilhelmi.

### Wojna w Wietnamie

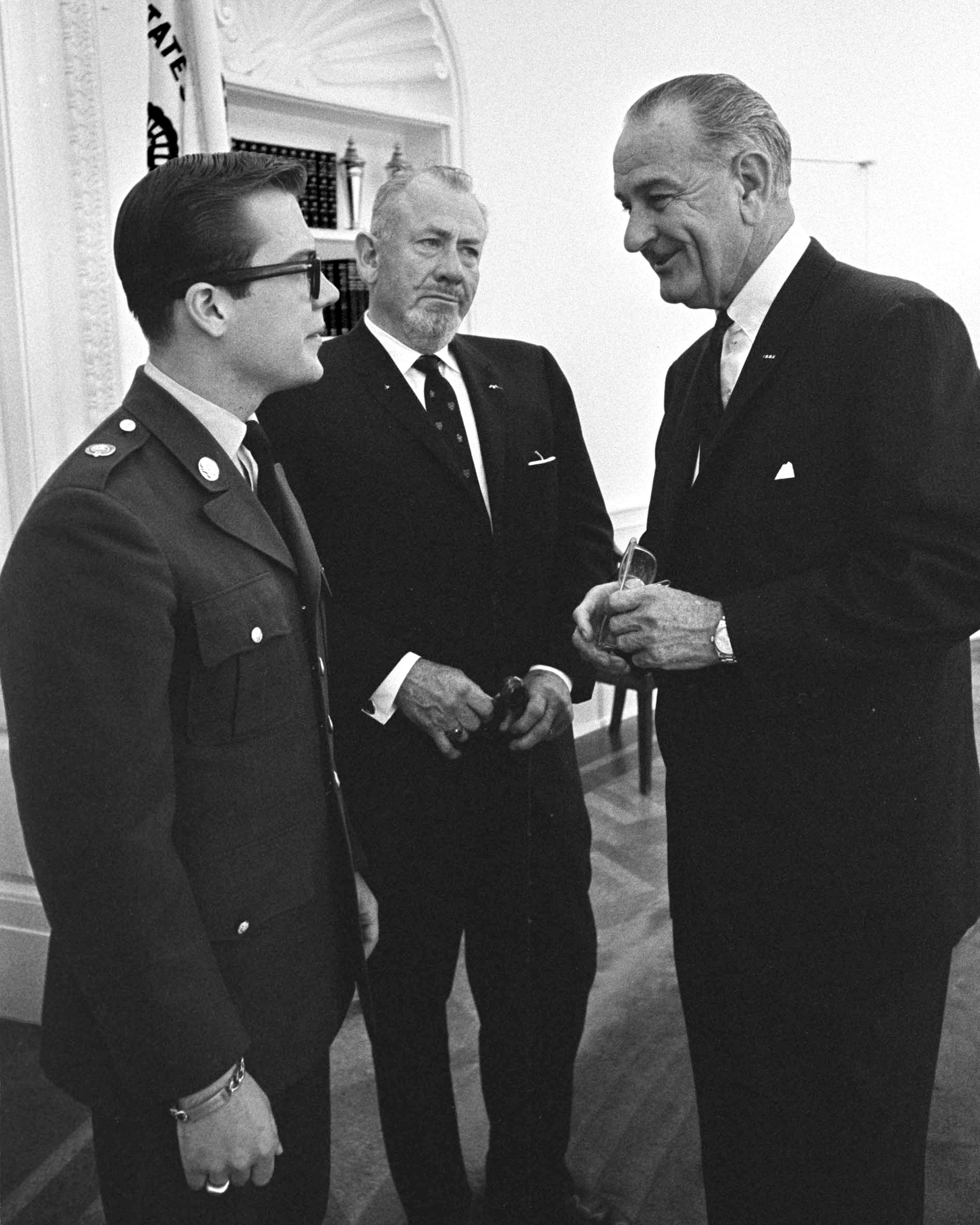
Steinbeck z prezydentem Johnsonem, 1966

W grudniu 1966 John Steinbeck pojechał do Wietnamu jako korespondent wojenny Newsday. Dziennik Huffington Post opublikował list, który Steinbeck wysłał do swojej przyjaciółki Alicji, opisując w nim wrażenia jakie wojna wietnamska na nim zrobiła.
Decyzja Steinbecka o wyjeździe do Wietnamu w charakterze korespondenta wojennego przyczyniła się do obniżenia autorytetu pisarza w kręgach liberalnej inteligencji amerykańskiej. Nadesłane z Wietnamu reportaże w ilości kilkudziesięciu, opublikowane w prasie amerykańskiej, odczytane zostały jako entuzjastyczne poparcie dla wojny wietnamskiej, w ogóle wojny jako takiej.

### Śmierć
Zmarł w Nowym Jorku 20 grudnia 1968 roku z powodu niewydolności serca. Sekcja zwłok wykazała prawie całkowite zaniknięcie głównych tętnic wieńcowych wskutek długotrwałego palenia papierosów.
Zgodnie z wolą Steinbecka jego ciało zostało poddane kremacji, a urnę z prochami złożono w rodzinnym grobie Garden of Memories Memorial Park w Salinas.

### Pigasus
Osobisty znak używany przez Steinbecka jako symbol jego samego, „uziemionego, lecz ambitnego”. Przedstawia świnię ze skrzydłami, zawiera łacińskie motto Ad astra per alas porci, co tłumaczone jest jako: Do gwiazd na skrzydłach świni.
Zapewne nie przypadkiem Steinbeck użył właśnie takiego znaku do oznaczenia swojej twórczości. Pigasus pojawił się w książkach o krainie Oz autorstwa Ruth Plumly Thompson. Jej pigasus również był skrzydlatą świnią. Natomiast Pegazus jako skrzydlaty magiczny koń, którego jeźdźcy zyskiwali dar pisania poezji na pewno nie umknął oku Steinbecka. Pegazus po raz pierwszy pojawił się w „Piratach z Oz”.
John Steinbeck rysował swój znak na niektórych książkach podczas wieczorów autorskich. Te egzemplarze są zdecydowanie cenniejsze niż te, które zawierają tylko autograf autora.

## Życie prywatne
W 1928 roku Steinbeck pracował jako dozorca w wylęgarni ryb w mieście Tahoe, gdzie poznał swoją pierwszą żonę, Carol Henning, którą poślubił w styczniu 1930 roku. Para zamieszkała w domku w Pacific Grove, który kupił im ojciec Carol. Dostawali też od niego miesięcznie 25 dolarów na życie, które czasami były jedynym dochodem pary. Po sukcesie Tortilla Flat, Steinbeckowie przeprowadzili się do domu nieopodal Los Gatos, w górach Santa Cruz. W 1936 roku odbyli podróż do Meksyku, pierwszą z wielu wycieczek Steinbecka. Był też między innymi we Francji, Włoszech, w Grecji, Rosji, Anglii i Irlandii Północnej. Częste nieobecności Steinbecka w domu doprowadziły do rozwodu z Carol w 1942 roku.
W 1943 Steinbeck poślubił Gwendolyn Conger (Verdon), matkę jego jedynych dzieci, Toma i Johna. Krótko po ślubie wyjechał na front wojenny II wojny światowej jako reporter New York Herald Tribune. Po powrocie jeszcze w tym samym roku, przeprowadził się z żoną do Nowego Jorku. I tym razem ciągłe wyjazdy Steinbecka stały się przyczyną jego rozwodu z Gwendolyn w 1948 roku.
Jego trzecią i ostatnią żona została Elaine Scott w grudniu 1950 roku. W Podróżach z Charleyem napisanych 10 lat później Steinbeck opisuje swoje małżeństwo jako udane i szczęśliwe.

## Nagrody i wyróżnienia
6 maja 1940 roku John Steinbeck za powieść Grona gniewu otrzymał Nagrodę Pulitzera, a w 1962 Literacką Nagrodę Nobla za „realistyczny i poetycki dar, połączony z subtelnym humorem i ostrym widzeniem spraw społecznych” (w finałowej piątce w 1962 byli rozpatrywani jeszcze: Jean Anouilh, Karen Blixen, Lawrence Durrell i Robert Graves). Zdaniem jednego z członków
jury, Andersa Osterlinga, Steinbeck zawsze sympatyzuje z nieudacznikami, osobami gnębionymi i cierpiącymi. Jest pisarzem przeciwstawiającym proste radości życia okrutnej i cynicznej żądzy pieniądza. W swojej przemowie zaznaczył dług, jaki każdy pisarz ma wobec społeczeństwa, musi on nie tylko pokazywać ludziom ich błędy, lecz także oddawać wielkość ich ducha. Na oficjalnej stronie Nagrody znaleźć można pełny tekst przemowy Steinbecka wygłoszonej podczas ceremonii.
W Stanach Zjednoczonych uznano jednak, że Steinbeck za wcześnie został nagrodzony. Taka opinia podważała jego autorytet i wpływy autora zaczęły słabnąć.
We wrześniu 1964 roku Steinbeck został odznaczony Medalem Wolności przez prezydenta Lyndona B. Johnsona.
Oprócz Pulitzera i nagrody Nobla otrzymał wiele innych odznaczeń i wyróżnień. W 1936 roku przyznany mu został złoty medal od Commonwealth Club of California za Tortilla Flat, a w rok później kolejny za W niepewnej walce. W 1938 roku New York Drama Critics’ Circle przyznało mu nagrodę za Myszy i ludzi, a w 1948 roku został członkiem Amerykańskiej Akademii Sztuki i Liter.

## Główne dzieła

### Na wschód od Edenu
Powieść uznawana za jedno z najwybitniejszych dzieł Steinbecka opowiada o tragicznym losie rodziny Trasków, która na przełomie XIX i XX wieku osiedliła się w dolinie Salinas. Adam Trask, farmer, samotnie wychowuje dwóch synów – Aarona i Kaleba. Chłopcy różnią się od siebie jak ogień i woda, a jedyne co ich łączy to nieustanna rywalizacja o miłość surowego ojca. Aaron jest spokojny i posłuszny, Kaleb to urodzony buntownik, który żywi wyraźną niechęć do brata i za wszelką cenę chce odnaleźć matkę. Napiętą sytuację między braćmi pogłębia miłość do tej samej kobiety – Abry. W końcu Kaleb odnajduje matkę, demoniczną Kathy, w domu publicznym i odkrywa, że jest ona zupełnym przeciwieństwem tego, co uosabia ukochany ojciec. Rozdarcie wewnętrzne, konieczność dokonania wyboru i nadmiar napięć doprowadzają do tragedii..
Na wschód od Edenu to jedna z najpopularniejszych powieści XX wieku. Podczas gdy w warstwie fabularnej jest realistyczną sagą rodziny kalifornijskich ranczerów, jej drugie, głębsze dno można odczytywać jako reinterpretację biblijnej historii o Kainie i Ablu i przypowieść o walce dobra ze złem w człowieku.

### Myszy i ludzie
Piękna powieść o bezwarunkowej przyjaźni, ludzkich tęsknotach i marzeniach. George Milton i Lennie Small to niezwykły tandem przyjaciół. George jest silnym mężczyzną, a podążający w ślad za nim Lennie – upośledzonym umysłowo gigantem. Niezdarny i nieświadomy własnej siły fizycznej nie potrafi dostosować się do społecznych norm i co chwilę sprowadza na siebie i George’a mniejsze lub większe nieszczęścia. Nie mogąc znaleźć dla siebie miejsca, przyjaciele przemierzają pogrążone w Wielkim Kryzysie Stany w poszukiwaniu zarobku i akceptacji. Ich marzeniem i celem, do którego dążą jest własna farma, na której mogliby hodować króliki.
Myszy i ludzie to jedno z najznakomitszych dzieł literackich Steinbecka. To powieść tak złożona, że wymyka się wszelkim jednoznacznym interpretacjom. Przede wszystkim jest piękną historią o wspaniałej przyjaźni i poświęceniu, opowieścią o skomplikowanych relacjach, ludzkich tęsknotach i marzeniach. Jest także parabolą losu człowieka, rodzajem współczesnej baśni dla dorosłych.

### Grona gniewu
Grona gniewu to najwybitniejsza powieść Steinbecka, opublikowana w 1939 roku i nagrodzona nagrodą Pulitzera w 1940. Jest odmalowaną z rozmachem sagą ubogiej rodziny Joadów z Oklahomy wędrującej podczas wielkiego kryzysu do Kalifornii – jak wierzą – krainy mlekiem i miodem płynącej. Podczas wyczerpującej podróży dotyka ich seria nieszczęść: śmierć dziadków, syn Tom, mszcząc śmierć przyjaciela zamordowanego przez łamistrajka, zabija mężczyznę i ucieka, zięć Connie opuszcza klan, Rosasharn wydaje na świat martwe niemowlę. U celu drogi czeka ich dodatkowe rozczarowanie: bezrobocie, źle opłacana praca, strajki i represje, to nie jest Kalifornia, którą sobie tyle wyobrażali.
W utworze uwydatniają się najpełniej cechy charakterystyczne dla twórczości Steinbecka: tęsknota do prostoty, umiłowanie ziemi, protest przeciw urbanizacji. Swoją powieścią autor pragnął obnażyć wynaturzenia kapitalizmu, opowiedział się po stronie upokorzonej i eksploatowanej społeczności.

## Twórczość
Poniżej zamieszczono spis wszystkich dzieł autora wraz z datą wydania amerykańskiego oraz danymi dotyczącymi polskiego wydania. Tam gdzie możliwe, podano cenę i liczbę stron pierwszego wydania (USA).
John Steinbeck jako wybitny pisarz amerykański XX wieku doczekał się uznania wśród polskich literatów, stąd też przekładu jego dzieł podjęło się kilkunastu tłumaczy. Najbardziej uznanym jest Bronisław Zieliński.
- Cup of Gold

rok wydania: 1927
tłumaczenie polskie: Irena Chodorowska: Złota czara, 1993
- The Pastures of Heaven

rok wydania: 1932
tłumaczenie polskie: Andrzej Nowicki: Pastwiska niebieskie, 1966
- The Red Pony

rok wydania: 1933
tłumaczenie polskie: Jan Zakrzewski: Kasztanek, 1993
- To a God Unknown

rok wydania: 1933
tłumaczenie polskie: Franciszek Skomski: Nieznanemu bogu, 1995
- Tortilla Flat

rok wydania: 1935
cena pierwszego wydania: $ 2,5
liczba stron pierwszego wydania: 317
tłumaczenie polskie: Jan Zakrzewski: Tortilla Flat, 1957
- In Dubious Battle

rok wydania: 1936
tłumaczenie polskie: Jan Hensel: W niepewnym boju ([w:] Księżyc zaszedł. W niepewnym boju, 2014)
- Of Mice and Men

rok wydania: 1937
cena pierwszego wydania: $ 2
liczba stron pierwszego wydania: 186
tłumaczenie polskie: Jan Meysztowicz: Myszy i ludzie, 1948
Zbigniew Batko: Myszy i ludzie, 1998
Marek Zgaiński: O myszach i ludziach, 1993
- Long Valley

rok wydania: 1938
tłumaczenie polskie: Maja Kittel: Długa dolina, 2006
- The Grapes of Wrath

rok wydania: 1939
cena pierwszego wydania: $ 2,75
liczba stron pierwszego wydania: 619
tłumaczenie polskie: Alfred Liebfeld: Grona gniewu, 1956
- The Forgotten Village

rok wydania: 1941
tłumaczenie polskie: – (Zapomniana wioska)
- The Sea of Cortez

rok wydania: 1941
tłumaczenie polskie: – (Morze Corteza/Zatoka Kalifornijska)
- The Moon is Down

rok wydania: 1942
cena pierwszego wydania: $ 2
liczba stron pierwszego wydania: 188
tłumaczenie polskie: Kazimiera Muszałówna: Księżyc zaszedł, 1957
- Bombs Away. The Story of a Bomber Team

rok wydania: 1942
tłumaczenie polskie: Janusz Ochab: Bomby poszły ([w:] Była raz wojna. Bomby poszły, 2018 ISBN 978-83-8123-334-7)
- Cannery Row

rok wydania: 1945
cena pierwszego wydania: $ 2
liczba stron pierwszego wydania: 208
tłumaczenie polskie: Adam Kaska: Ulica Nadbrzeżna, 1957
- The Wayward Bus

Rok wydania: 1947
Cena pierwszego wydania: $ 2,75
Liczba stron pierwszego wydania: 312
Tłumaczenie polskie: Aleksandra Lenobel: Autobus do San Juan
Andrzej Nowicki: Zagubiony autobus, 1961
- The Pearl

rok wydania: 1947
cena pierwszego wydania: $ 2
liczba stron pierwszego wydania: 122
tłumaczenie polskie: Juliusz Kydryński: Perła, 1956
- A Russian Journal

rok wydania: 1948
tłumaczenie polskie: Magdalena Rychlik: Dziennik z podróży do Rosji, 2016
- Burning Bright

rok wydania: 1950
tłumaczenie polskie: – (Jasny płomień)
- The Log From the Sea of Cortez

rok wydania: 1951
tłumaczenie polskie: Anna Żukowska-Maziarska: Dziennik z Morza Corteza, 2006
- East of Eden

rok wydania: 1952
cena pierwszego wydania: $ 4,5
liczba stron pierwszego wydania: 602
tłumaczenie polskie: Bronisław Zieliński: Na wschód od Edenu, 1954
- Sweet Thursday

rok wydania: 1954
cena pierwszego wydania: $ 3,5
liczba stron pierwszego wydania: 273
tłumaczenie polskie: Krzysztof Obłucki: Cudowny czwartek, 1991
- The Short Reign of Pippin IV: A Fabrication

rok wydania: 1957
cena pierwszego wydania: $ 3
liczba stron pierwszego wydania: 188
tłumaczenie polskie: Danuta Dowjat, Anna Maria Nowak: Krótkie panowanie Pepina IV, 1994
- Once There Was a War

rok wydania: 1958
tłumaczenie polskie: Bronisław Zieliński: Była raz wojna, 1961
- The Winter of Our Discontent

rok wydania: 1961
cena pierwszego wydania: $ 4,5
liczba stron pierwszego wydania: 311
tłumaczenie polskie: Bronisław Zieliński: Zima naszej goryczy, 1965
- Travels with Charley: In Search of America

rok wydania: 1962
tłumaczenie polskie: Bronisław Zieliński: Podróże z Charleyem, 1991
- America and Americans (album fotograficzny)

rok wydania: 1966
tłumaczenie polskie: – (Ameryka i Amerykanie)
- Journal of a Novel: The East of Eden Letters

rok wydania: 1969
tłumaczenie polskie: – (Dziennik powieści: Listy o Na wschód od Edenu)
- Viva Zapata! (scenariusz)

rok wydania: 1975
tłumaczenie polskie: –
- The Acts of King Arthur and His Noble Knights

rok wydania: 1976
tłumaczenie polskie: – (Czyny króla Artura i Rycerzy Okrągłego Stołu)

## Motywy
Utwory Steinbecka pokazują jego ciągłe zainteresowanie zarówno biologicznym, jak i mitologicznym dziedzictwem człowieka. Biologia i mity są czynnikami wpływającymi na jego twórczość, zapewniają podstawę jego dzieł z lat trzydziestych. Można w nich zobaczyć jak koncepcje ekologicznego społeczeństwa, grupowego organizmu, które Steinbeck wyniósł z zajęć biologii ze stanfordzkiego uniwersytetu przyjmują coraz to większą wagę, od Złotej Czary, gdzie są ledwo zauważalne, do Gron gniewu, gdzie sięgają szczytu.
Mit natomiast jest bardziej ciągłym czynnikiem, całkowicie wpływając na formę i zawartość wszystkich jego utworów od 1929 roku. W większości z nich zobaczyć można mit jako palimpsest, na którym Steinbeck zapisał realistyczną opowieść o współczesnym człowieku.

## Odbiór Steinbecka w Polsce
Jak zauważa Teresa Kieniewicz w swej monografii dotyczącej recepcji literatury amerykańskiej w Polsce w dwudziestoleciu międzywojennym, Steinbeck – podobnie jak inni pisarze jego pokolenia, np. William Faulkner – pozostawał wówczas w Polsce nieznany. Sytuacja ta zmieniła się dopiero po II wojnie światowej. Pierwszą – jak się wydaje – wzmiankę o twórczości Steinbecka odnajdujemy w artykule Aleksandra Rogalskiego Współczesna powieść amerykańska, ogłoszonym w 1946 roku. W rok później w prasie ukazały się wówczas fragmenty uważanej za najwybitniejszą – tak wtedy, jak i dziś – powieści Steinbecka, tj. Gron gniewu.
Równocześnie w tym samym roku ogłoszony został pierwszy monograficzny szkic o prozie autora Pastwisk Niebieskich w czasopiśmie marksistowskim Odrodzenie, a więc periodyku wydawanym przez „komunistyczny reżim”. Stanisław Helsztyński, autor tegoż szkicu dokonał w nim ogólnej charakterystyki pisarstwa Steinbecka, stwierdził, że Grona gniewu zostaną: „na pewno trwałą pozycją w literaturze amerykańskiej, tak jak Tragedia amerykańska Dreisera, Główna ulica Sinclaire’a Lewisa czy z dawniejszych „Moby Dick” Melville’a.” Helsztyński zaliczył więc powieść do kanonu dzieł literatury amerykańskiej, zawierającego utwory przekazujące krytyczny obraz stosunków panujących w Stanach Zjednoczonych w okresie wczesnego kapitalizmu.
O prozie amerykańskiej wypowiedział się również czołowy marksistowski krytyk literacki Stefan Żółkiewski, twierdząc, że utwory takich pisarzy jak Caldwell, Steinbeck czy Faulkner świadczą „o bogactwie i różnorodności, o artystycznej odkrywczości i bezkompromisowości tych pisarzy, o czujności i trafności ich społecznej analizy.”
Kazimierz Brandys, członek redakcji tygodnika Kuźnica, autor Drewnianego konia zaliczył prozę Steinbecka do tzw. Literature of Violence (polskim odpowiednikiem tego angielskiego terminu będzie „powieść okrutna”). Później, w 1948 roku nastąpiła zmiana w pojmowaniu literatury amerykańskiej. Pisał on w Kuźnicy w odpowiedzi na opowiadania Caldwella „Klękaj przed wschodzącym słońcem” iż nie można ufać literaturze amerykańskiej z góry skazującej człowieka na zagładę. Obok Brandysa głos zabrał Zbigniew Bieńkowski, wskazując na 3 główne cechy literatury amerykańskiej: antyintelektualizm, antypsychologizm i prostotę.
Na łamach czasopisma Odrodzenie w 1947 roku wypowiadał się dwukrotnie Czesław Miłosz, przebywający wówczas w Waszyngtonie, formułując między innymi tezę, iż amerykańska „powieść okrutna” jest silnie spokrewniona z francuską powieścią naturalistyczną: „Podobieństwo novel of violence do powieści francuskiej zwanej naturalistyczną, a więc do Zoli czy Maupassant – jest w ogóle bardzo silne, u Steinbecka to już nie podobieństwo, a prawie tożsamość.”
W roku 1948 i 1949 prasa przynosiła liczne przekłady utworów Steinbecka, a także pojawił się pierwszy przekład powieści Myszy i ludzie. Wiktor Woroszylski, czołowy reprezentant „pokolenia pryszczatych” pisał o dwoistości twórczości Steinbecka, z jednej strony postępowy pisarz, autor Gron gniewu, z drugiej zaś drugorzędny uprawiający patologiczny naturalizm. Dodał również, iż stoi on na stanowisku niewiary w możliwości rewolucji społecznej. Jak widzimy, nie jest prawdą – jak podawał Steinbeck – że komuniści nieprzychylnie odnosili się do jego twórczości, a już na pewno nie w latach 1945–1948, gdy w publikacjach społeczno-kulturalnych wymieniany był jako czołowy pisarz amerykański o postępowych poglądach.
Lata 1950-55 przyniosły istotne zmiany w stosunku do utworów Steinbecka. Tłumaczeni byli wtedy pisarze o poglądach jawnie prokomunistycznych m. In. Albert Maltz i Howard Fast, o Steinbecku całkowicie milczano.
Po trzech latach milczenia (1951-53) nazwisko Steinbecka ponownie pojawia się w polskiej prasie społeczno-kulturalnej w 1954 roku podczas toczących się wówczas dyskusji o polityce przekładowej w latach stalinizmu. Lech Budrecki, podobnie jak Jerzy Lisowski czy Mirosław Żuławski domagając się wydania dzieł takich pisarzy jak Faulkner, Steinbeck, Caldwell czy Scott Fitzgerald, wskazywał na zawarte w nich „gwałtowne oskarżenie społeczeństwa burżuazyjnego”.
W 1956 roku ogłoszone zostało pierwsze wydanie Gron gniewu. Powieść została przyjęta wręcz entuzjastycznie. Za przykład może posłużyć komentarz Jana Detki (ogłoszony w Polityce), który pisze: „Czytelnik stanął przed wielkim i niezwykłym zjawiskiem; zdumienie wywołuje lektura tej powieści, artystyczne i ideowe bogactwo twórczości Steinbecka rysują się w całej pełni (…) Steinbeck pozostał wierny fatalizmowi, w Gronach gniewu przybiera kształty bezwzględnej siły praw społecznych, miażdżących wolę ludzi i ich poczynania.”
Amerykański pisarz odwiedził ZSRR trzykrotnie. Po raz pierwszy w roku 1937; ten pierwszy pobyt nie zaowocował żadnym świadectwem literackim, choć Steinbeck nosił się jakoby z zamiarem napisania czegoś o Związku Radzieckim. Po raz drugi przebywał w ZSRR w roku 1948. Literackie świadectwo tego pobytu stanowił A Russian Journal, ogłoszony w Stanach w tymże roku (przełożony na język polski dopiero w 2016 roku). Trzecia wizyta przypadła na rok 1963; była to podróż po ZSRR zorganizowana w ramach programu wymiany kulturalnej, mającej służyć rozładowaniu zimnej wojny. Nawiązując więc do recenzji Bogdana Czeszki Steinbeck być może nie należał do „zagorzałych przyjaciół ZSRR”, ale i nie był wrogiem Rosji Sowieckiej.
Liczne wypowiedzi na temat twórczości Steinbecka odnajdujemy w polskiej prasie po przyznaniu mu w 1962 roku Nagrody Nobla. Krytyka amerykańska przyjęła uhonorowanie Steinbecka Noblem dość powściągliwie. W Polsce natomiast reakcje były znacznie cieplejsze, choć w niektórych szkicach odnajdujemy wzmianki o artystycznych mankamentach prozy autora Gron gniewu. Za typową można uznać opinię Zbigniewa Bieńkowskiego: „Steinbeck to ani buntownik, ani czarnoksiężnik, to po prostu wielki pisarz.”
Śmierć Steinbecka pod koniec 1968 roku przeszła bez większego echa. Jedyny obszerniejszy tekst poświęcony temu wydarzeniu wyszedł spod pióra jednej z bardziej niepokojących postaci powojennego życia literackiego, redaktora naczelnego tygodnika Kultura, Janusza Wilhelmiego. O Steinbecku pisał on tak: „Zawsze dotąd podnosił głos w imieniu ubogich przeciw bogatym, w imieniu słabych przeciwko silnym. Tym ubogim, bezbronnym i słabym oddawał nie tylko moralną sprawiedliwość. Zachęcał ich także do walki, przepowiadał zwycięstwo, które będzie nie tylko zadośćuczynieniem krzywd, ale i wyrównaniem rachunków wobec krzywdzicieli (…)”.

## Ekranizacje
Utwory Johna Steinbecka były często ekranizowane. Oto wykaz filmów powstałych na podstawie tekstów pisarza:
- 1939 – Myszy i ludzie; reż. Lewis Milestone; główne role: Burgess Meredith, Lon Chaney Jr.
- 1940 – Grona gniewu; reż. John Ford; główne role: Henry Fonda, Jane Darwell, John Carradine
- 1941 – Zapomniana wioska; reż. Alexander Hammid; narracja: Burgess Meredith
- 1942 – Tortilla Flat; reż. Victor Fleming; główne role: Spencer Tracy, Hedy Lamarr
- 1943 – Księżyc zaszedł; reż. Irving Pichel; główne role: Lee J. Cobb, Cedric Hardwicke
- 1944 – Łódź ratunkowa; reż. Alfred Hitchcock; główne role: Tallulah Bankhead, Hume Cronyn
- 1945 – Medal dla Benny’ego; reż. Irving Pichel; główne role: Dorothy Lamour, Arturo de Cordova
- 1947 – Perła; reż. Emilio Fernández; główne role: Pedro Armendáriz, Maria Elena Marques
- 1949 – Rudy kucyk; reż. Lewis Milestone; główne role: Myrna Loy, Robert Mitchum
- 1952 – Viva Zapata!; reż. Elia Kazan; główne role: Marlon Brando, Anthony Quinn
- 1955 – Na wschód od Edenu; reż. Elia Kazan; główne role: James Dean, Julie Harris
- 1957 – Zagubiony autobus; reż. Victor Vicas; główne role: Rick Jason, Jayne Mansfield
- 1961 – Lot; reż. główne role: Efrain Ramirez, Amelia Cortez
- 1982 – Ulica Nadbrzeżna; reż. David S. Ward; główne role: Nick Nolte, Debra Winger
- 1992 – Myszy i ludzie; reż. Gary Sinise; główne role: John Malkovich, Gary Sinise

## Upamiętnienie

### National Steinbeck Center
Muzeum Johna Steinbecka w Salinas prezentuje dzieła autora, pamiątki z dzieciństwa i całego jego życia w sposób przystępny dla wszystkich bez względu na wiek. Tutaj litery same wyskakują z papierowych stronic wprost do wyobraźni widza, a interaktywne wystawy pozwalają doświadczyć zapachu wagonu towarowego wprost z Na wschód od Edenu. W Rabobank Agriculture Muzeum pokazywane są historie pod tytułem „from field to fork” (od pola do widelca), które celebrują historię, ludzi i technologię rolniczego społeczeństwa.
Centrum Steinbecka zostało założone ku czci autora jako wielkiego pisarza oddanego swojemu rodzinnemu miastu, pragnie też ukazać jego piękno wszystkim odwiedzającym je ludziom. Poniżej znaleźć można link do filmu prezentującego w kilku słowach centrum.